# ماوس باد
ماوس باد (بالإنجليزية: Mousepad)‏ هو محرر نصوص رسومي مكتوب لإكسفس (وهي بيئة سطح مكتب لنظام لينكس). يمتلك البرنامج مساحة صغيرة، على عكس ليف باد، ولكن لديه ميزات إضافية مثل مِيزة المكونات الإضافيَّة، وسجل البحث وإعادة التحميل التلقائي. اسم البرنامج مشتق من الفأرة الموجود في شعار إكسفس.
تمت كتابة البرنامج في الأصل كتفرع مُعدَّل لمحرر نصوص ليف باد، لتحسين إمكانيَّات الطباعة، التي كانت صعبةً في ليف باد. تمَّت إعادة كتابة البرنامج في ديسمبر 2012 بالإصدار 0.3.0، والذي اُستبدل فيه الكود المصدري الأصلي بكود جديد بالكامل.

## المنصات المدعومة
على الرغم من كتابة البرنامج لنظام لينكس، إلَّا أنَّهُ أصبح مدعومًا على فري بي إس دي، وهو مُتوفرٌ أيضًا لنظام التشغيل ماك أو إس عبر ماك بورتس [الإنجليزية]،  ومايكروسوفت ويندوز عبر سيج وين. إنَّهُ محرر النصوص الافتراضي لتوزيعات لينُكس التي تستخدم إكسفس، مثل زوبونتو. يستخدم كالي لينكس ماوس باد كمحرر نصوص افتراضي، ولكنه يعدل الكود لإضافة سطر جديد في نهاية الملفات، بحيث تكون متوافقة مع بوزيكس ولا يتم دمجها عند طباعة ملفات متعددة متتالية. 

## الميزات
يتضمَّن البرنامج مِيزاتٍ عديدة بما في ذلك علامات التبويب، نسخ ولصق، إلغاء/إعادة، السحب والإفلات، اختصارات لوحة المفاتيح، الطباعة، دعم يو تي إف-8، ترقيم الأسطر [الإنجليزية]، وإمكانيَّات البحث (مع خيار استبدال)، واختيار الخط، والمسافة البادئة التلقائية والمتعددة الأسطر، وغيرها.